# Isocyanat

Den funktionella gruppen i isocyanater.

Isocyanat är en funktionell grupp med strukturformeln –N=C=O, och organiska föreningar som innehåller en isocyanatgrupp kallas isocyanater. Föreningar som innehåller endast en sådan grupp kan även kallas monoisocyanater, medan ämnen med två grupper är diisocyanater.
Isocyanater är flitigt använda inom kemisk industri, men även på till exempel bilverkstäder och bilglasmästerier. De finns i bland annat lack, färg, skumplast, fogmassa, lim och annat som innehåller polyuretanplast. År 2000 såldes 4,4 miljoner ton isocyanater i världen.
Isocyanater frigörs från material vid temperaturer från 150 grader och uppåt, vilket sker vid heta arbeten som slipning, svetsning, skärning och liknande.
De utgör ett allvarligt arbetsmiljöproblem, då de bland annat, i mycket små mängder, kan orsaka svår astma. I Sverige finns reglering sedan 1980. Gränsvärdet är 0,005 ppm eller 0,04 mg per kubikmeter luft. Isocyanatforskning bedrevs i Hässleholm åren 2000-2017, och en analysmetod för isocyanater i luft har utvecklats där.
Metylisocyanat (MIC) var den isocyanat som 1984 frigjordes vid det katastrofala gasutsläppet i Union Carbides fabrik i Bhopal, Indien.
År 1998 upptäcktes höga halter av metylisocyanat i isoleringsmaterial i nytillverkade spisar. 2016 blev arbetare i Danmark sjuka i samband med tillverkning av vindkraftverk.